# Julia Serano
Julia Michelle Serano es una escritora, bióloga, activista transgénero y poeta de spoken wordestadounidense de Oakland, California. Es conocida por su obra Whipping Girl: A Transsexual Woman on Sexism and the Scapegoating of Femininity. Su trabajo ha aparecido en publicaciones queer, feministas y de cultura pop, incluyendo Bitch, Clamor, Kitchen Sink, LiP, make/shift, y Transgender Tapestry. Extractos de su obra han aparecido en The Believer, The San Francisco Chronicle y en NPR.
Su obra analítica sobre el género y el sexismo le han ganado numerosas invitaciones a conferencias universitarias para hablar de temas pertinentes a la gente transgénero, la comunidad LGBT, el feminismo y la psicología. Su obra forma parte del currículo didáctico de los estudios de género estadounidenses.Es reconocida por acuñar diversos términos en uso común hoy como cisgénero y transmisoginia, entre otros.

## Biografía
Julia Serano reconoció por primera vez su deseo de ser mujer a fines de los '70 cuando tenía 11 años de edad. Pocos años después comenzó a travestirse. Inicialmente de manera secreta, pero finalmente comenzó a identificarse abiertamente como travesti. En 1994, mientras vivía en Kansas. Serano asistió a su primer grupo de apoyo para travestis.
Poco más tarde, Serano se trasladó al área de la Bahía de San Francisco donde conoció a su esposa, Dani, en 1998. Por esa época, Serano comenzó a identificarse no sólo como travesti sino como transgénero y bisexual. En 2001, comenzó una transición utilizando medicamentos e identificándose como mujer transgénero.
Serano es campeona de slam (competencias de poesía), y ha realizado actuaciones de spoken word en universidades y en eventos tales como el National Queer Arts Festival, Dyke March de San Francisco y Marcha Trans, Ladyfest, outCRY!, Femme 2006 y en Los monólogos de la vagina. Serano también es la letrista, vocalista y guitarrista del trío pop Bitesize.
Serano organiza GenderEnders, una serie de actuaciones con artistas transgénero, intersexuales, y genderqueer. Serano también recibió un subsidio para curar  "The Penis Issue: Trans and Intersex Women Speak Their Minds," un evento spoken word, como parte del National Queer Arts Festival.
Serano es también bióloga y trabaja como investigadora en la Universidad de California en Berkeley en el campo de la biología evolutiva. Obtuvo su doctorado en bioquímica y biofísica molecular en la Universidad de Columbia.